# 순성로
순성로(Sunseong-ro) 충청남도 당진시 면천면 구실고개교차로에서 당진시 신평면 오봉제삼거리를 이어주는 도로이다.

## 주요 경유지
충청남도
- 당진시 (면천면 . 순성면 . 신평면)

## 노선
| 이름            | 접속 노선                        | 소재지 | 소재지 | 비고                  |
| --------------- | -------------------------------- | ------ | ------ | --------------------- |
| 구실고개 교차로 | 국가지원지방도 제70호선 (면천로) | 당진시 | 면천면 | 지방도 제619호선구간  |
| (이름없음)      | 틀모시로                         | 당진시 | 순성면 | 지방도 제619호선구간  |
| 순성사거리      | 지방도 제615호선 (서부로)        | 당진시 | 순성면 | 당진시도 제8호선 구간 |
| 상오 교차로     | 국도 제32호선 (예당평야로)       | 당진시 | 신평면 | 당진시도 제8호선 구간 |
| 오봉제삼거리    | 덕평로                           | 당진시 | 신평면 | 당진시도 제8호선 구간 |

## 주요 건물 및 시설
- 고려개국공신복지겸장군 유적지 (순성로 73/양유리 678-5)
- GS칼텍스 형제주유소 (순성로 345/봉소리 879-3)
- 세븐일레븐 당진순성점 (순성로 456/봉소리 67)
- 순성초등학교 (순성로 473/봉소리 59)
- 농협 순성농협본점 (순성로 495/봉소리 90-2)